# Blanco Brown

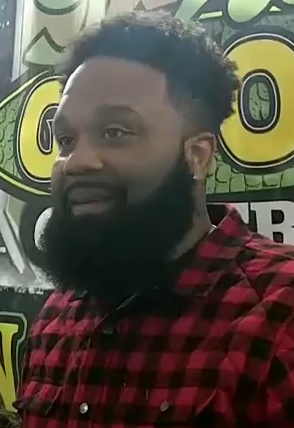
Blanco Brown (2019)

Blanco Brown (* 24. März 1985 in Atlanta, Georgia; eigentlich Bennie Amey III) ist ein US-amerikanischer Sänger und Musikproduzent.

## Leben und Karriere
Brown wurde am 24. März 1985 geboren und wuchs in Atlanta auf. Zu seinen früheren musikalischen Einflüssen zählen OutKast und Johnny Cash. Sein Interesse widmete sich jedoch vor allem der Country-Musik.
Zunächst arbeitete Brown als Produzent für Künstler wie Chris Brown, Fergie und Pitbull. Im April 2019 veröffentlichte er als Sänger seine Debütsingle The Git Up. Nur wenig später erreichte das Lied auf der Plattform TikTok virale Aufmerksamkeit. Im Stile des Line Dance zeichnet es sich insbesondere durch explizite Anweisungen der einzelnen Tanzschritte aus. Geprägt von Country- und Rap-Elementen wird es als Nachfolger des bereits erfolgreichen Old Town Road von Lil Nas X bezeichnet. Beide Lieder werden dem Genre Country-Rap zugeordnet. Im August 2019 erreichte The Git Up Platz eins der Billboard Hot Country Songs und die Top 20 der Billboard Hot 100. Zeitgleich gelang dem Lied auch der Einstieg in die deutschen Charts.

## Diskografie

### Alben
| Jahr | Titel Musiklabel                             | Höchstplatzierung, Gesamtwochen, AuszeichnungChartplatzierungen (Jahr, Titel, Musiklabel, Platzierungen, Wochen, Auszeichnungen, Anmerkungen) | Höchstplatzierung, Gesamtwochen, AuszeichnungChartplatzierungen (Jahr, Titel, Musiklabel, Platzierungen, Wochen, Auszeichnungen, Anmerkungen) | Höchstplatzierung, Gesamtwochen, AuszeichnungChartplatzierungen (Jahr, Titel, Musiklabel, Platzierungen, Wochen, Auszeichnungen, Anmerkungen) | Höchstplatzierung, Gesamtwochen, AuszeichnungChartplatzierungen (Jahr, Titel, Musiklabel, Platzierungen, Wochen, Auszeichnungen, Anmerkungen) | Anmerkungen                            |
| Jahr | Titel Musiklabel                             | DE | CH | UK | US | Anmerkungen                            |
| ---- | -------------------------------------------- | --- | --- | --- | --- | -------------------------------------- |
| 2019 | Honeysuckle & Lightning Bugs BBR Music Group | — | — | — | US130 (1 Wo.)US | Erstveröffentlichung: 11. Oktober 2019 |

### EPs
| Jahr | Titel Musiklabel                | Anmerkungen                                          |
| ---- | ------------------------------- | ---------------------------------------------------- |
| 2019 | Blanco Brown Broken Bow Records | Erstveröffentlichung: 31. Mai 2019 Verkäufe: + 1.200 |

### Singles
| Jahr | Titel Album                             | Höchstplatzierung, Gesamtwochen, AuszeichnungChartplatzierungen (Jahr, Titel, Album, Platzierungen, Wochen, Auszeichnungen, Anmerkungen) | Höchstplatzierung, Gesamtwochen, AuszeichnungChartplatzierungen (Jahr, Titel, Album, Platzierungen, Wochen, Auszeichnungen, Anmerkungen) | Höchstplatzierung, Gesamtwochen, AuszeichnungChartplatzierungen (Jahr, Titel, Album, Platzierungen, Wochen, Auszeichnungen, Anmerkungen) | Höchstplatzierung, Gesamtwochen, AuszeichnungChartplatzierungen (Jahr, Titel, Album, Platzierungen, Wochen, Auszeichnungen, Anmerkungen) | Anmerkungen                                                           |
| Jahr | Titel Album                             | DE | CH | UK | US | Anmerkungen                                                           |
| ---- | --------------------------------------- | --- | --- | --- | --- | --------------------------------------------------------------------- |
| 2019 | The Git Up Honeysuckle & Lightning Bugs | DE42 (14 Wo.)DE | CH78 (3 Wo.)CH | UK96 Silber · (2 Wo.)UK | US14 ×4Vierfachplatin · (20 Wo.)US | Erstveröffentlichung: 3. Mai 2019 Verkäufe: + 4.895.000               |
| 2019 | Just the Way For You                    | — | — | — | US31 ×2Doppelplatin · (20 Wo.)US | Erstveröffentlichung: 3. Mai 2019 Verkäufe: + 2.240.000; mit Parmalee |

Weitere Singles
- 2020: I Need Love
- 2020: Do si do (mit Diplo)

## Auszeichnungen für Musikverkäufe
| Goldene Schallplatte - Brasilien - 2022: für die Single The Git Up - Norwegen - 2021: für die Single The Git Up - Polen - 2022: für die Single The Git Up - Schweden - 2021: für die Single The Git Up | 3× Platin-Schallplatte - Australien - 2020: für die Single The Git Up - Kanada - 2023: für die Single Just the Way - Neuseeland - 2023: für die Single The Git Up 5× Platin-Schallplatte - Kanada - 2021: für die Single The Git Up |

Anmerkung: Auszeichnungen in Ländern aus den Charttabellen bzw. Chartboxen sind in ebendiesen zu finden.
| Land/RegionAuszeichnungen für Musikverkäufe (Land/Region, Auszeichnungen, Verkäufe, Quellen) | Silber  | Gold     | Platin       | Verkäufe  | Quellen             |
| -------------------------------------------------------------------------------------------- | ------- | -------- | ------------ | --------- | ------------------- |
| Australien (ARIA)                                                                            | —       | —        | 3× Platin3   | 210.000   | aria.com.au         |
| Brasilien (PMB)                                                                              | —       | Gold1    | —            | 20.000    | pro-musicabr.org.br |
| Kanada (MC)                                                                                  | —       | —        | 8× Platin8   | 640.000   | musiccanada.com     |
| Neuseeland (RMNZ)                                                                            | —       | —        | 3× Platin3   | 90.000    | radioscope.co.nz    |
| Norwegen (IFPI)                                                                              | —       | Gold1    | —            | 30.000    | ifpi.no             |
| Polen (ZPAV)                                                                                 | —       | Gold1    | —            | 25.000    | olis.pl             |
| Schweden (IFPI)                                                                              | —       | Gold1    | —            | 40.000    | Einzelnachweise     |
| Vereinigte Staaten (RIAA)                                                                    | —       | —        | 6× Platin6   | 6.000.000 | riaa.com            |
| Vereinigtes Königreich (BPI)                                                                 | Silber1 | —        | —            | 200.000   | bpi.co.uk           |
| Insgesamt                                                                                    | Silber1 | 4× Gold4 | 20× Platin20 |           |                     |